# 산안드레스 (산안드레스이프로비덴시아주)

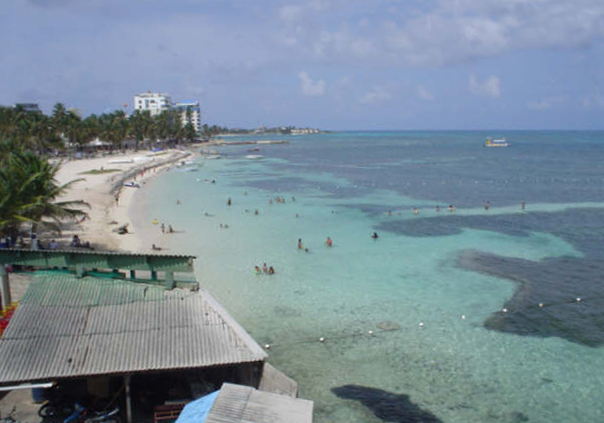
산안드레스

산안드레스(San Andrés)는 콜롬비아 산안드레스이프로비덴시아주의 주도로, 인구는 약 100,000명이다. 산안드레스섬에 위치하고 있다. 인구의 20%는 라이잘이며, 80%는 콜롬비아 원주민이다. 낚시와 관광이 주된 경제적 수단이다.